# Swietłana Kołotyrina
Swietłana Wiktorowna Kołotyrina (ros. Светлана Викторовна Колотырина) – rosyjska zapaśniczka walcząca w stylu wolnym. Złota medalistka mistrzostw Europy w 1996 i turnieju juniorów w 1995 roku.